# Pływanie na Letnich Igrzyskach Olimpijskich 1952 – 1500 m stylem dowolnym mężczyzn
Wyścig na 1500 m stylem dowolnym mężczyzn – jedna z konkurencji pływackich rozgrywanych podczas XV Igrzysk Olimpijskich w Helsinkach. Eliminacje odbyły się 31 lipca, a finał 2 sierpnia 1952 roku.
Złoto olimpijskie zdobył Amerykanin Ford Konno, ustanawiając nowy rekord olimpijski (18:30,3). Srebro z czasem 18:41,4 wywalczył Japończyk Shirō Hashizume, a brąz Tetsuo Okamoto z Brazylii.
Dwa dni wcześniej, w eliminacjach, Hashizume jako pierwszy pływak na igrzyskach złamał barierę 19 minut, uzyskując czas 18:34,0. Pobił tym samym 20-letni rekord olimpijski należący do jego rodaka Kusuo Kitamury.

## Rekordy
Przed zawodami rekord świata i rekord olimpijski wyglądały następująco:
| Rekord            | Zawodnik             | Czas    | Miejsce     | Data             |       |
| ----------------- | -------------------- | ------- | ----------- | ---------------- | ----- |
| Rekord świata     | Hironoshin Furuhashi | 18:19,0 | Los Angeles | 16 sierpnia 1949 | [ 1 ] |
| Rekord olimpijski | Kusuo Kitamura       | 19:12,4 | Los Angeles | 13 sierpnia 1932 | [ 2 ] |

W trakcie zawodów ustanowiono następujące rekordy:
| Data       | Etap konkurencji | Zawodnik        | Czas    | Rekord |
| ---------- | ---------------- | --------------- | ------- | ------ |
| 31 lipca   | eliminacje       | Shirō Hashizume | 18:34,0 | OR     |
| 2 sierpnia | finał            | Ford Konno      | 18:30,3 | OR     |

## Wyniki

### Eliminacje
Zawodnicy startowali w sześciu biegach eliminacyjnych. Ośmiu pływaków z najlepszymi czasami awansowało do finału. Shirō Hashizume w pierwszym wyścigu ustanowił nowy rekord olimpijski.

#### Wyścig 1
| Poz. | Zawodnik           | Narodowość        | Wynik   | Uwagi |
| ---- | ------------------ | ----------------- | ------- | ----- |
| 1    | Shirō Hashizume    | Japonia           | 18:34,0 | Q,    |
| 2    | Gotfryd Gremlowski | Polska            | 19:17,5 |       |
| 3    | Tonatiuh Gutiérrez | Meksyk            | 19:18,9 |       |
| 4    | Sylvio dos Santos  | Brazylia          | 19:26,8 |       |
| 5    | Graham Johnston    | Południowa Afryka | 19:27,1 |       |
| 6    | Gerry McNamee      | Kanada            | 20:02,5 |       |
| 7    | Sambiao Basanung   | Filipiny          | 20:58,6 |       |

#### Wyścig 2
| Poz. | Zawodnik              | Narodowość        | Wynik   | Uwagi |
| ---- | --------------------- | ----------------- | ------- | ----- |
| 1    | Jimmy McLane          | Stany Zjednoczone | 19:09,3 | Q     |
| 2    | Heinz-Günther Lehmann | Niemcy            | 19:17,9 |       |
| 3    | Efrén Fierro          | Meksyk            | 19:55,8 |       |
| 4    | Garrick Agnew         | Australia         | 20:03,8 |       |
| 5    | Walter Schneider      | Szwajcaria        | 21:36,2 |       |
| 6    | Muhammad Ramzan       | Pakistan          | 23:44,3 |       |

#### Wyścig 3
| Poz. | Zawodnik        | Narodowość | Wynik   | Uwagi |
| ---- | --------------- | ---------- | ------- | ----- |
| 1    | Tetsuo Okamoto  | Brazylia   | 19:05,6 | Q     |
| 2    | György Csordás  | Węgry      | 19:26,2 |       |
| 3    | Yukiyoshi Aoki  | Japonia    | 19:27,0 |       |
| 4    | Endel Press     | ZSRR       | 20:11,7 |       |
| 5    | Walter Bardgett | Bermudy    | 21:42,4 |       |
| 6    | Sonny Monteiro  | Hongkong   | 22:26,7 |       |

#### Wyścig 4
| Poz. | Zawodnik           | Narodowość        | Wynik   | Uwagi |
| ---- | ------------------ | ----------------- | ------- | ----- |
| 1    | Jean Boiteux       | Francja           | 19:12,3 |       |
| 2    | Bill Woolsey       | Stany Zjednoczone | 19:24,6 |       |
| 3    | César Borja        | Meksyk            | 19:43,3 |       |
| 4    | Bob Sreenan        | Wielka Brytania   | 19:59,2 |       |
| 5    | Władimir Ławrienko | ZSRR              | 20:07,8 |       |
| 6    | Cheung Kin Man     | Hongkong          | 20:50,2 |       |
| 7    | Eduardo Priggione  | Urugwaj           | 21:11,9 |       |

#### Wyścig 5
| Poz. | Zawodnik        | Narodowość        | Wynik   | Uwagi |
| ---- | --------------- | ----------------- | ------- | ----- |
| 1    | Ford Konno      | Stany Zjednoczone | 18:53,7 | Q     |
| 2    | Jo Bernardo     | Francja           | 19:06,5 | Q     |
| 3    | Dennis Ford     | Południowa Afryka | 19:27,6 |       |
| 4    | Allen Gilchrist | Kanada            | 20:08,3 |       |

#### Wyścig 6
| Poz. | Zawodnik         | Narodowość        | Wynik   | Uwagi |
| ---- | ---------------- | ----------------- | ------- | ----- |
| 1    | Peter Duncan     | Stany Zjednoczone | 19:03,5 | Q     |
| 2    | John Marshall    | Australia         | 19:09,2 | Q     |
| 3    | Yasuo Kitamura   | Japonia           | 19:10,3 | Q     |
| 4    | Enrique Granados | Hiszpania         | 19:45,9 |       |
| 5    | Geoffrey Marks   | Cejlon            | 20:59,4 |       |
| 6    | Robert Cook      | Bermudy           | 20:59,6 |       |
| 7    | Roar Woldum      | Norwegia          | 21:19,5 |       |

### Finał
Mistrzem olimpijskim z nowym rekordem olimpijskim został Amerykanin Ford Konno z przewagą 11,1 s nad drugim zawodnikiem.
| Poz. | Zawodnik        | Narodowość        | Wynik   | Uwagi |
| ---- | --------------- | ----------------- | ------- | ----- |
|      | Ford Konno      | Stany Zjednoczone | 18:30,3 | OR    |
|      | Shirō Hashizume | Japonia           | 18:41,4 |       |
|      | Tetsuo Okamoto  | Brazylia          | 18:51,3 |       |
| 4    | Jimmy McLane    | Stany Zjednoczone | 18:51,5 |       |
| 5    | Jo Bernardo     | Francja           | 18:59,1 |       |
| 6    | Yasuo Kitamura  | Japonia           | 19:00,4 |       |
| 7    | Peter Duncan    | Południowa Afryka | 19:12,1 |       |
| 8    | John Marshall   | Australia         | 19:53,4 |       |